# Monte Cotolivier
Il monte Cotolivier, detto anche Catalovier, è una montagna delle Alpi Cozie alta 2105 m s.l.m. e che ricade in comune di Oulx.

## Descrizione
Il monte, dai pendii lievi e ricoperti da boschi e pascoli, conclude la breve costiera che separa il solco vallivo della Dora Riparia da quello della Dora di Bardonecchia e domina da sud-ovest l'abitato di Oulx.
Sulla cima si trova la cappelletta dedicata alla Madonna di Cotolivier (nome completo:  Notre Dame de Lumiere ovvero Nostra Signora di Luce) da dove si può godere di un bel panorama sulla alta val Susa.
L'edificio della cappella è stato eretto a fine dell'Ottocento per celebrare un evento miracoloso accaduto nel 1650 a due viandanti valsusini i quali, smarritisi mentre imperversava una tormenta, invocarono l'aiuto della Beata Vergine Maria e l'ottennero sotto forma di improvviso raggio di luce (da cui il nome Nostra Signora di Luce) che li guidò verso la cima del monte Cotolivier salvando loro la vita.

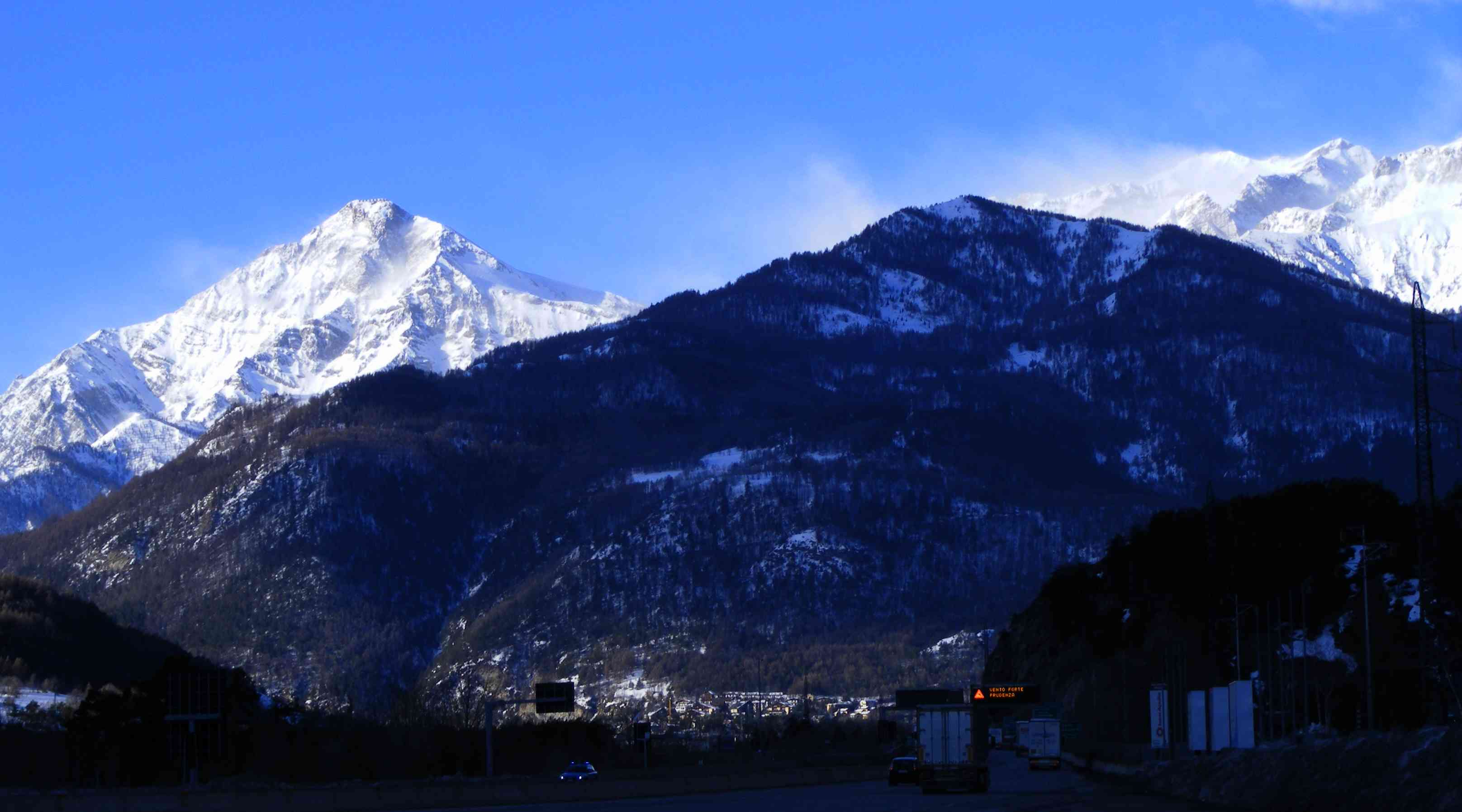
Il Cotolivier dall'autostrada A32; sulla sinistra lo Chaberton

## Escursionismo
La vetta, raggiungibile con una strada carrozzabile, è classica meta di escursioni in mountain bike d'estate, mentre d'inverno viene spesso raggiunta con le ciaspole o gli sci. 
Oltre che da Oulx si può comodamente salire dagli abitati di Désèrtes e di Beaulard, entrambi un tempo sede di comune e oggi compresi, rispettivamente, nella municipalità di Cesana e di Oulx.